# Tyrrhenus
Tyrrhénos ou Tyrrhenus (en grec Τυῤῥηνός / Tyrrhénos) est, selon Hérodote, le fils d'Atys et, avec son frère Tarchon, l'un des fondateurs de la fédération étrusque des douze cités (dodécapole). Pour Hérodote, Tyrrhenus est le guide des Étrusques, qu'il conduisit, à la suite d'une forte disette, de Lydie en Étrurie. 

## Chez les auteurs grecs
(août 2022).
Hérodote présente cette migration des Lydiens, conduite selon lui par Tyrrhénos, au chapitre 94 du livre I des Histoires: 

« Sous le règne d'Atys fils de Manès, une forte disette se serait produite dans toute la Lydie. Pendant un certain temps, les Lydiens persistèrent à mener leur vie; puis, comme la disette ne cessait pas, ils cherchèrent des remèdes, et imaginèrent les uns une chose, les autres une autre.  (...) Mais comme le mal, au lieu de faire relâche, devenait encore plus violent, alors le roi partagea l'ensemble des Lydiens en deux groupes, dont il tira au sort l'un pour rester, l'autre pour quitter le pays; il se mit lui-même à la tête du groupe désigné pour demeurer sur place, et à la tête du groupe qui partait il mit son fils, appelé Tyrrhènos. Ceux des Lydiens qui furent désignés par le sort pour quitter le pays descendirent à Smyrne, construisirent des vaisseaux, chargèrent sur ces vaisseaux tout ce qu'ils possédaient d'objets mobiliers de valeur, et s'éloignèrent par mer, en quête d'un territoire et de moyens de vivre, jusqu'à ce que, après avoir côtoyé beaucoup de peuples, ils arrivèrent chez les Ombriens ; là, ils établirent des villes, qu'ils habitent jusqu'à maintenant. Mais ils changèrent leur nom de Lydiens contre un autre, tiré de celui du fils du roi que les avait conduits; prenant pour eux-mêmes son nom, ils s'appelèrent Tyrrhéniens. »

Dans sa Géographie, Strabon écrit à propos de Tyrrhenus :

« Les Tyrrhènes ou Tyrrhéniens ne sont connus parmi les Romains que sous les noms d'Etrusci et de Tusci : ce sont les Grecs qui leur ont donné l'autre nom, en souvenir de Tyrrhenus, fils d'Atys, qu'on nous dit avoir amené naguère une colonie lydienne dans le pays. C'était à l'occasion d'une famine, d'une disette survenue en Lydie ; le roi Atys, l'un des descendants d'Hercule et d'Omphale, ayant fait tirer au sort ses deux fils, Lydus et Tyrrhenus, retint le premier près de lui et envoya l'autre au loin avec la plus grande partie de son peuple. Tyrrhenus aborda aux rivages d'Italie, fonda douze villes dans un même canton qui fut appelé de son nom Tyrrhénie, et leur donna un seul et même chef pour les administrer. Ce chef s'appelait Tarcon : son nom se retrouve dans celui de Tarquinia, l'une des douze villes, et, comme il avait donné, étant enfant, des preuves d'une sagesse précoce, la fable nous le représente venant au monde avec des cheveux blancs. Tout le temps que les Tyrrhènes vécurent ainsi rangés sous le gouvernement d'un seul, ils furent puissants et forts ; mais il est probable que le lien qui les unissait finit par se rompre et que, chaque ville s'étant isolée, ils se trouvèrent trop faibles contre les agressions de leurs voisins et durent reculer devant eux : autrement, les eût-on vus renoncer d'eux-mêmes aux terres fertiles qu'ils possédaient pour tourner tout leur espoir vers la mer, réduits désormais à infester de leurs pirateries les différentes parties de la Méditerranée, eux, qui, en unissant leurs forces, eussent été en état non seulement de repousser toute agression venue du dehors, mais de prendre l'offensive et de tenter de lointaines expéditions ? »